# Eutetramorium mocquerysi
Eutetramorium mocquerysi är en myrart som beskrevs av Carlo Emery 1899. Eutetramorium mocquerysi ingår i släktet Eutetramorium och familjen myror. Inga underarter finns listade i Catalogue of Life.

## Bildgalleri

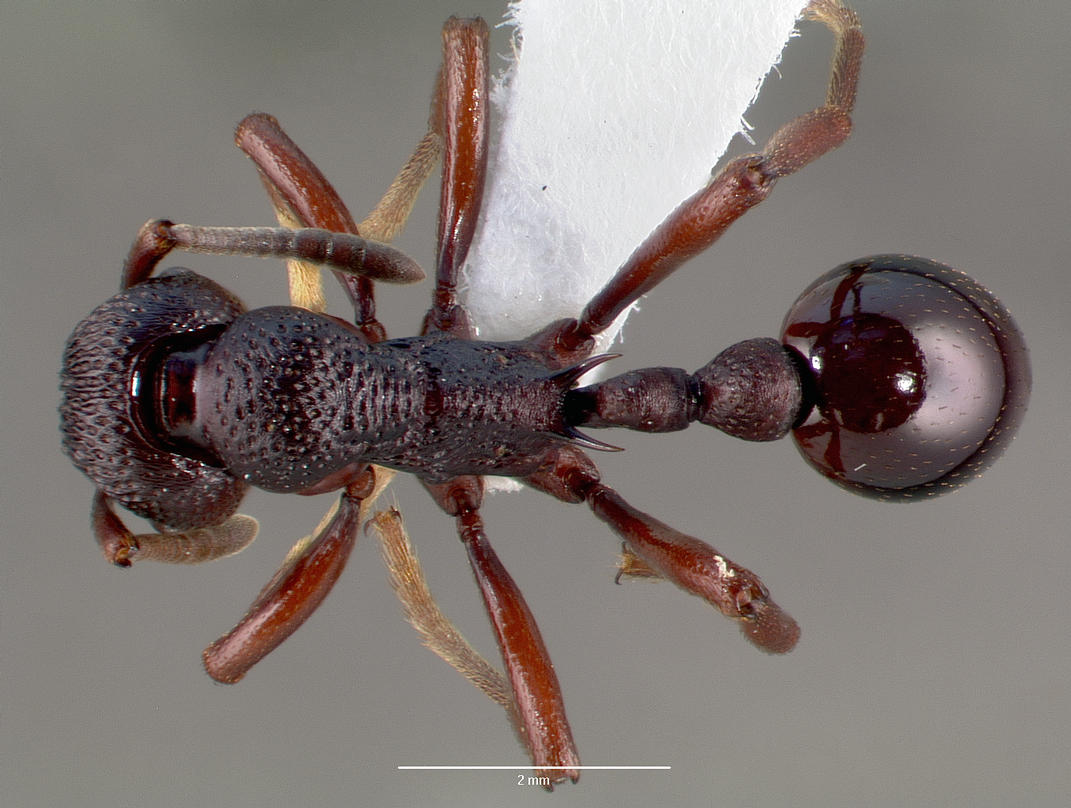
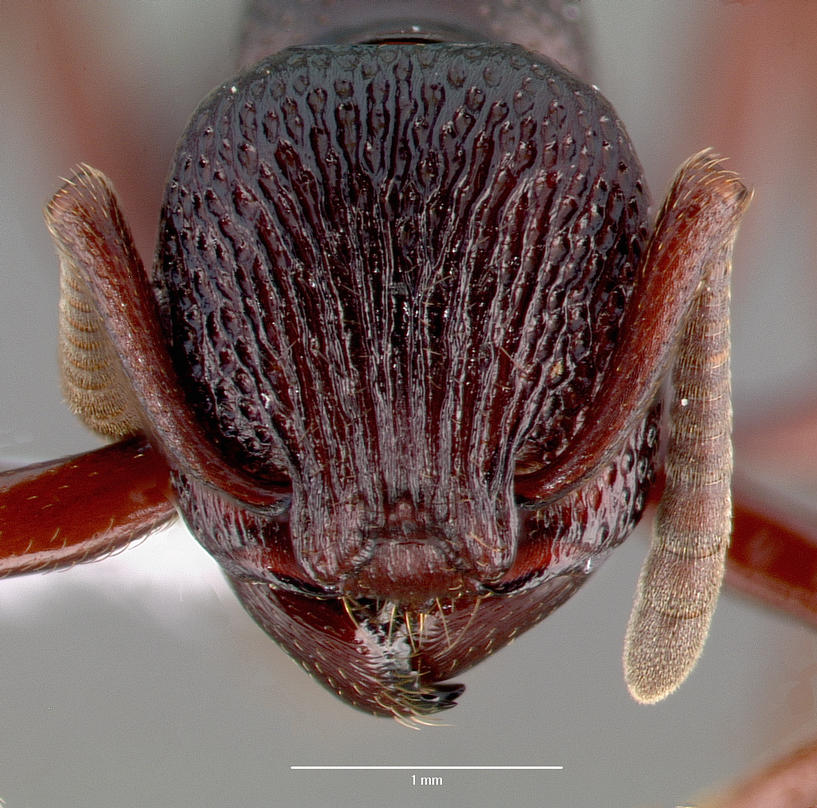
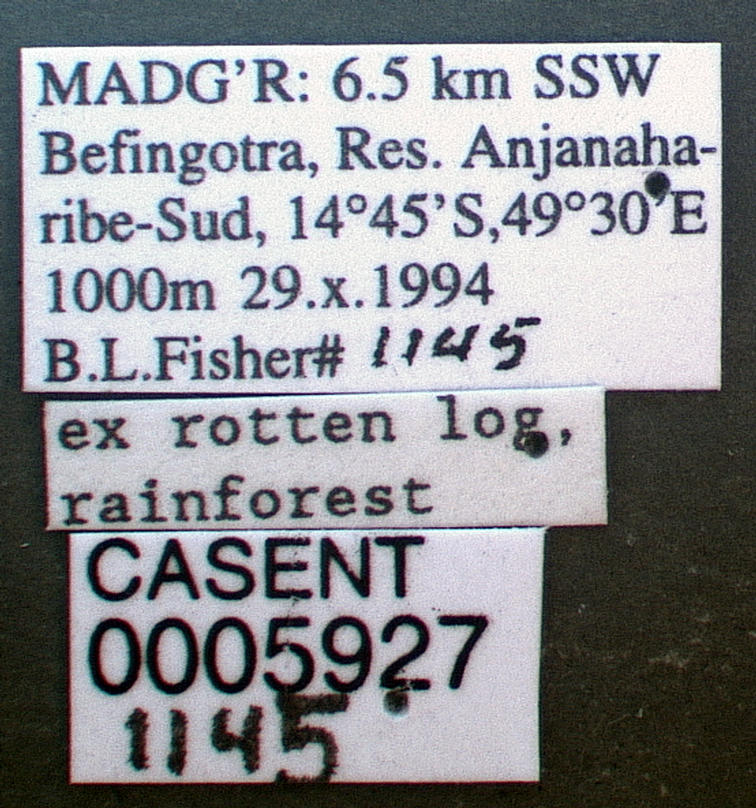
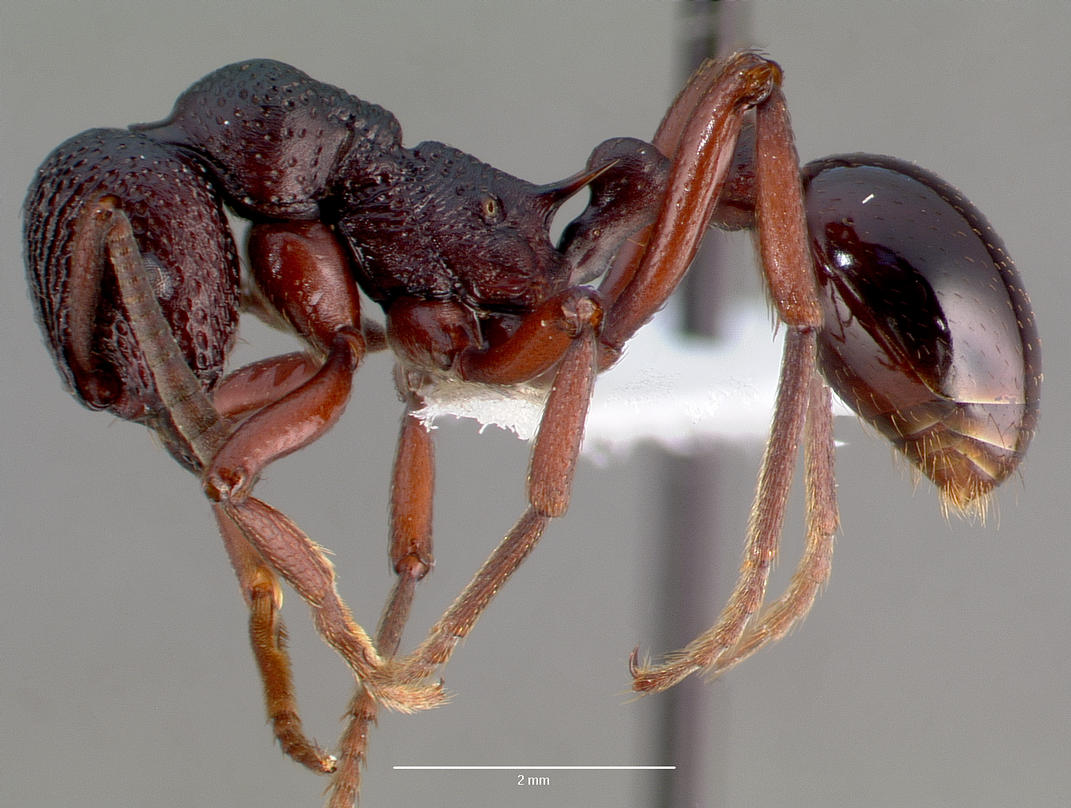
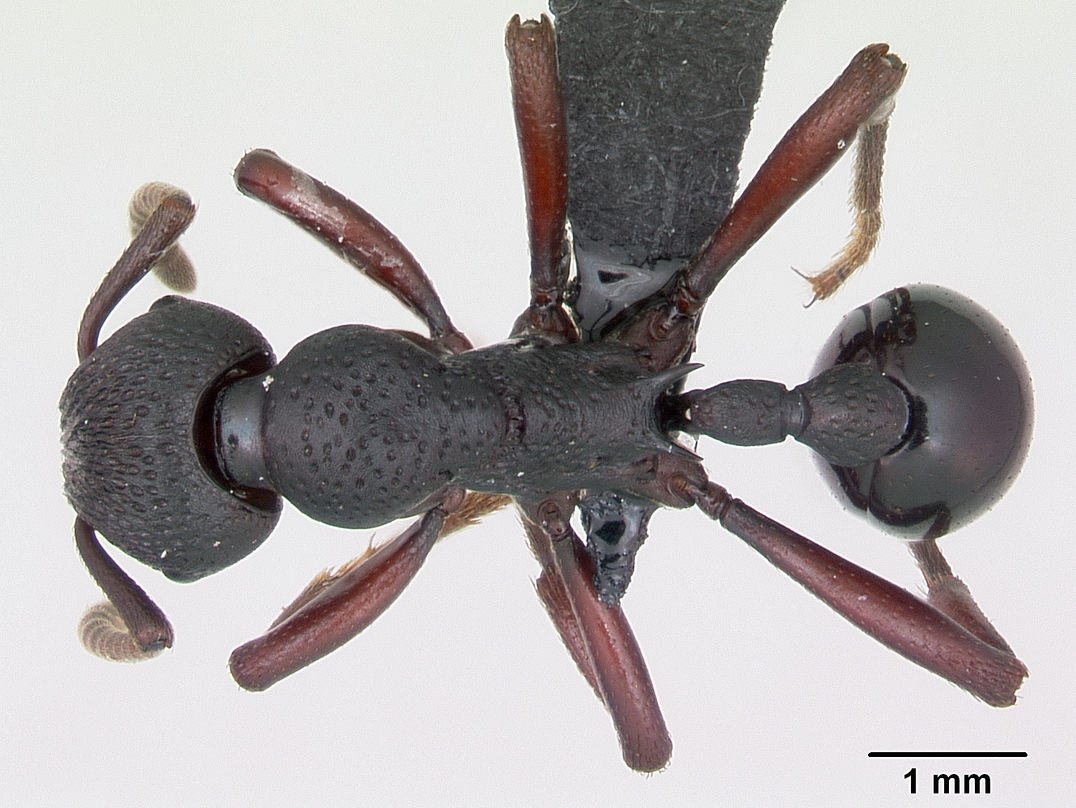
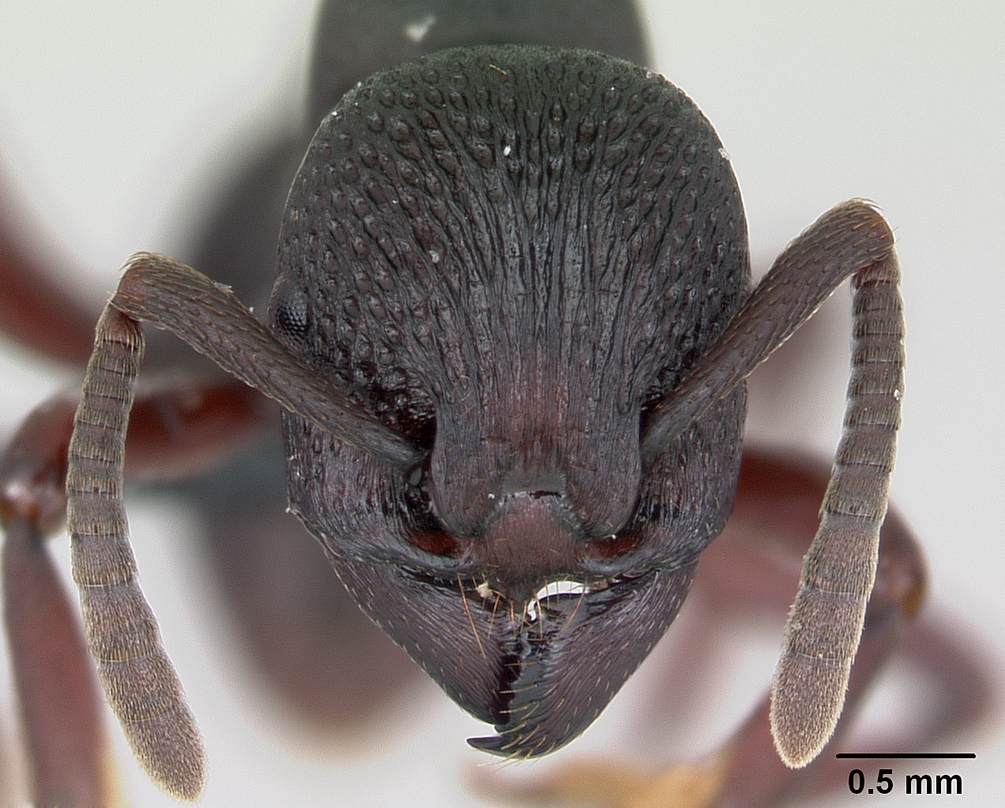